# صموئيل هانسون ستون
صموئيل هانسون ستون (بالإنجليزية: Samuel Hanson Stone)‏ هو سياسي أمريكي، ولد في 4 ديسمبر 1849، وتوفي في 3 أبريل 1909 في غالفستون في الولايات المتحدة. حزبياً، نشط في الحزب الجمهوري.
1. 1 2   https://politicalgraveyard.com/bio/stone.html#847.94.05. {{استشهاد ويب}}: |url= بحاجة لعنوان (مساعدة) والوسيط |title= غير موجود أو فارغ (من ويكي بيانات) (مساعدة)